# Рогове (податок)
Рогове — грошовий збір, за допомогою якого в містах із розвиненим цеховим устроєм регулювалася торгівля сировиною. Право цехів на збір Р. підтверджувалося великокнязівськими та королівськими привілеями. Зазвичай торгівля сировиною на міських торгах і ярмарках регламентувалася для створення сприятливіших умов для цехового виробництва. Зокрема, закупівля найдешевшої сировини дозволялася виключно цеховим майстрам. Сировина, куплена без санкції цеху, конфісковувалася на користь цеху і замкового уряду. Сплата Р. до цехової скриньки відкривала можливість необмеженої торгівлі будь-якою сировиною на будь-якому міському торжищі.